# Sophialaan 19-21 (Baarn)
Het huizenblok Sophialaan 19-21 is een beschermd gemeentelijk monument in Baarn, in de provincie Utrecht.
De kleine huizen zijn naar verhouding rijk gedecoreerd, waarbij siermetselwerk en bepleistering elkaar afwisselen. De ingangen van het blok bevinden zich aan de buitenste zijden. Boven de vensters zijn versierde boogjes. De dakkapellen hebben een lessenaarsdak.